# Tarik Oulida
Tarik Oulida, né le 19 janvier 1974 à Amsterdam, est un footballeur néerlando-marocain évoluant au poste de milieu de terrain des années 1990 et 2000.

## Biographie
Né à Amsterdam, Tarik Oulida intègre le centre de formation de l'Ajax à douze ans. Sous la conduite de Louis van Gaal, il y côtoie la génération des frères Frank et Ronald de Boer, Clarence Seedorf et autre Edgar Davids et s'ouvre les portes de la sélection espoirs. En trois saisons, il ne dispute que vingt-sept matchs dont une rencontre de Coupe UEFA contre Parme et un match de Ligue des champions face à l'AEK Athènes au cours duquel il marque deux buts. Il remporte tous les titres dans ce pays et la Ligue des champions 1995. Il est d'ailleurs le premier Marocain à remporter le titre de champion d'Europe.
Devant la concurrence, il quitte l'Ajax Amsterdam à 21 ans et rejoint le Séville FC. En Andalousie, Oulida s'aguerrit au côté des Croates Davor Šuker et Robert Prosinečki et des Français Jean-Manuel Thétis et Dominique Casagrande. En 1999, il s'envole au pays du Soleil Levant. Au Nagoya Grampus, Tarik Oulida découvre des séances d'entraînements physiques et joue avec l'ancien Marseillais Stojkovic. Il remporte la Coupe de l'Empereur dès la première année.
Mais il lui tarde de retrouver le continent européen. C'est la raison pour laquelle il prend le chemin de Sedan. Il joue 24 matchs pour un but inscrit contre Rennes. Il retourne ensuite au Japon, l'espace de quelques mois, à Consadole Sapporo et finit sa carrière en 2004 aux Pays-Bas, à ADO La Haye.

## Palmarès en Club
Ajax Amsterdam
- Ligue des champions de l'UEFA (1)
  - Vainqueur en 1995
- Championnat des Pays-Bas (2)
  - Champion en 1994 et en 1995
- Coupe des Pays-Bas (1)
  - Vainqueur en 1993
- Supercoupe des Pays-Bas (2)
  - Vainqueur en 1993 et en 1994

 FC Séville
- Trophée Colombino (1)
  - Vainqueur en 1996

 Nagoya Grampus
- Coupe du Japon (1)
  - Vainqueur en 1999
- Supercoupe du Japon
  - Finaliste en 2000

## Divers
En novembre 2023, il écope d'une peine de prison de 2 ans et demi en Espagne à la suite d'une agression sexuelle envers sa propre fille,.